# Sycon dunstervillia
Sycon dunstervillia är en svampdjursart som först beskrevs av Ernst Haeckel 1872.  Sycon dunstervillia ingår i släktet Sycon och familjen Sycettidae. Inga underarter finns listade i Catalogue of Life.